# T-27
Il T-27 è stato un tankette sovietico ideato nel 1931, basato sul britannico Carden-Loyd Mk VI tankette. Prodotto a migliaia, era un corazzato leggero da ricognizione e, come si vide durante l'Operazione Barbarossa, ininfluente in battaglia.

## Storia
Durante la prima guerra mondiale, presso l'esercito inglese crebbe il bisogno di un veicolo rapido per effettuare ricognizioni nella terra di nessuno, dotato di protezioni essenziali e armamento di piccolo calibro: i prototipi presentati furono però tutti rifiutati perché monoposto e meccanicamente insoddisfacenti. Dopo il termine del conflitto, negli anni 1920, si ebbero diversi progetti di piccoli mezzi corazzati a due posti; di tutti i modelli, quello concepito da Sir John Carden fu valutato come il migliore e nel 1929 venne integrato nei ranghi delle forze armate. Il Carden-Loyd Mk VI tankette conobbe un successo commerciale senza precedenti e venne venduto in sedici Paesi, spesso con relativa licenza di produzione.

### Sviluppo
Durante il 1919, nella Russia dilaniata dalla guerra civile, l'ingegner I. Maksimov aveva costruito un mezzo comparabile a quello di Carden; detto sh'itonoska, cioè "porta-scudo", era pilotato da un solo uomo in posizione prona, addetto anche all'uso di una mitragliatrice e con una piastra grossolana a guisa di protezione. Circa dieci anni più tardi, nel 1927, l'ufficio sviluppo del Vsesouznoe Orudijno-Arsenal' noe ob'edineie (abbreviato in VOAO, sorta di consorzio), riprese il concetto e sfornò diversi tipi di blindati leggeri quali il T-16, il T-21, il T-23, il T-17 e la sua versione migliorata T-25: sebbene fossero concettualmente più avanzati del loro predecessore, questi tankette soffrivano di noie tecniche e presentavano vari difetti. Perciò il governo sovietico decise di acquistare nel 1930 26 Mark VI, che ridenominò 25-V o K-25; la ditta di automobili numero 2 VATO a Mosca fabbricò 290 unità del Mk VI durante l'anno e altri 400 esemplari vennero consegnati agli inizi del 1931. I comandi dell'Armata Rossa non furono molto entusiasti del nuovo pezzo nel loro inventario, perciò si attese a una serie di modifiche più o meno approfondite, effettuate da una squadra al comando di N. Kosyrev presso la VATO, ora ridenominata fabbrica numero 37. Furono aumentate le dimensioni dello scafo, irrobustite le sospensioni e rielaborato il supporto a sfera per ospitare un'arma nazionale. Il 13 febbraio 1931 il prototipo così ottenuto fu accettato ufficialmente dall'esercito con la sigla T-27.

### Produzione
Due linee d'assemblaggio vennero realizzate nella fabbrica Bolshevik a Leningrado e alla Gor'kovskij Avtomobil'nyj Zavod di Nižnij Novgorod, presso le quali ditte vennero costruite 393 unità durante il 1931. L'anno successivo ben 1 693 esemplari furono consegnati; l'ultimo lotto di 1 242 tankette fu prodotto nel 1933, totalizzando un complesso di 3 328 tankette.
Già nel 1932 furono apportati cambiamenti: le due botole superiori furono rimpiazzate da un solo grande portello largo quanto il veicolo; il motore venne piazzato tra i due membri dell'equipaggio e venne aumentata la larghezza fino a coprire i cingoli, permettendo di caricare un maggior numero di munizioni.

### Impiego operativo
Al 1932, nell'Armata Rossa erano disponibili 65 battaglioni equipaggiati con 50 carri ognuno. Il numero totale di T-27 in servizio era dunque di 3 250, molti dei quali ebbero entro la prima metà del decennio il loro battesimo del fuoco in Asia centrale, dove il popolo Basmachi si era ribellato al regime bolscevico. Nel 1935 si svolsero grandi manovre militari in terra e in cielo, durante le quali i T-27 furono oggetto di un ambizioso esperimento: singoli esemplari vennero fissati alla fusoliera inferiore di bombardieri Tupolev ANT-4 e ANT-6 secondo le direttive dell'ingegnere A. Kravtzev, di modo che le truppe paracadutate potessero usufruire di un primo supporto corazzato. Negli anni seguenti i reparti furono diminuiti a 23; poi, nel 1937, furono di nuovo aumentati a 50-51: avevano in dotazione 2 547 T-27, che rappresentava ancora il veicolo da ricognizione standard sovietico.
Nel febbraio 1938 tutti i T-27 furono sottoposti a una revisione, che individuò otto tankette costruiti con acciaio stampato senza trattamento al cromo e nichel, risultando così più facile da penetrare per i calibri minori.
Alla fine degli anni trenta il T-27 era decisamente obsoleto e lo stesso concetto di tankette aveva subito smentite e critiche: perciò fu ritirato dal servizio in prima linea appena scoppiata la seconda guerra mondiale e utilizzato per compiti di retrovia. Nel gennaio 1941, però, 2 157 mezzi furono reintegrati nell'esercito e parteciparono alle prime fasi dell'Operazione Barbarossa, combattendo anche durante l'autunno e l'inverno senza effetto. I sovietici continuarono comunque a gettarli in battaglia a causa della situazione drammatica: è noto che qualche T-27 supportò l'attacco condotto dalla 71ª brigata indipendente di fanteria di marina nella zona di Yakhroma, mentre infuriava la battaglia di Mosca. L'azione fu l'ultima per il piccolo corazzato, perché in seguito i T-27 furono convertiti in trattori d'artiglieria, portamunizioni o impiegati per l'addestramento.

## Caratteristiche
Mezzo preposto alla ricognizione per conto delle truppe meccanizzate, il T-27 era costituito da un telaio su cui erano fissate tramite rivettatura e saldatura piastre laminate dello spessore massimo di 10 mm, le cui giunture presentavano imbottiture pressurizzate. L'equipaggio composto dal comandante e dal pilota accedeva all'interno attraverso due portelli quadrati, ricavati sul cielo del carro: non era infatti presente una torretta. L'armamento era limitato a una mitragliatrice Degtyaryov da 7,62 mm modello 1929, installata nella sovrastruttura su snodo a sfera; l'alzo andava da -10° a +10°, mentre l'angolo azimutale era di 20 gradi a sinistra e a destra. L'arma, con una scorta di 2 520 cartucce, era azionata e brandeggiata manualmente dal capocarro. Poiché non era stata prevista una radio, le comunicazioni tra mezzi amici avvenivano tramite bandierine.

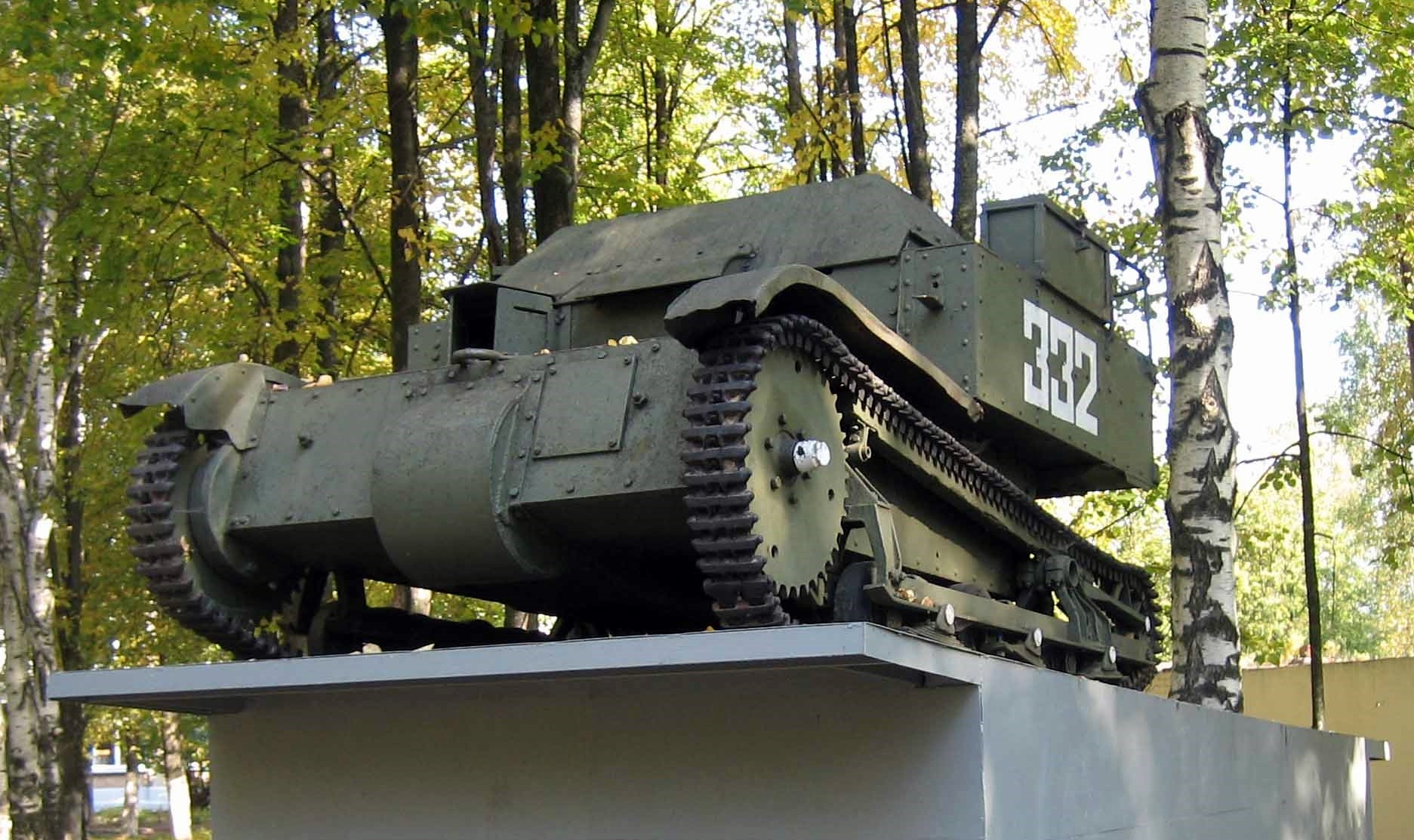
T-27 in mostra all'aperto al Museo dei corazzati di Kubinka, vicino a Mosca

Da un punto di vista meccanico fu mantenuto il treno di rotolamento originale: le sei piccole ruote portanti erano accoppiate da tre carrelli, vincolati a sospensioni Vickers-Carden; superiormente erano fissati due rulli tendicingolo, la ruota motrice era anteriore. I cingoli adottati erano del tipo "drop forged", composti da 108 maglie a guida esterna, larghi 140 mm: su terreno fangoso o innevato erano comunque inefficaci vista la pressione al suolo di 0,66 kg/cm2. L'apparato motore sistemato nel retro consisteva in un GAZ AA (copia dello statunitense Ford AA) con 4 cilindri erogante 40 HP, più che sufficienti per spingere il leggero T-27 a una velocità massima di 40 km/h; il cambio a epiciclo contava tre marce avanti e una retromarcia. Il consumo di carburante era pari a 55 litri di carburante ogni 100 chilometri su strada, mentre su terreno vario ascendeva a 80 litri; il serbatoio era comunque di limitata capienza, 30 litri di benzina al massimo, fattore che impediva di raggiungere il raggio d'azione teorico.
Il T-27 poteva superare ostacoli verticali e guadi di mezzo metro e trincee larghe 1,20 metri; la luce libera era di 24 centimetri e il raggio di volta misurava 3,66 metri.

## Varianti
Sebbene non fosse un carro da combattimento, il T-27 cominciò a essere studiato per l'installazione di armi che potessero dargli qualche speranza nel malauguarato caso di incontrare blindati avversari, per i quali la Degtyaryov da 7,62 mm non avrebbe rappresentato minaccia alcuna. Diversi esemplari furono equipaggiati con un cannone Hotchkiss da 37 mm senza però eliminare la mitragliatrice, che fu spostata sopra il pezzo; le munizioni, causa gli spazi interni insufficienti, dovettero essere caricate su un piccolo rimorchio cingolato a due assi che veniva imperniato al veicolo. Nel 1932, per incrementare ulteriormente le possibilità tattiche del T-27, 164 unità furono convertite in carri lanciafiamme OT-27 ma non si hanno notizie del loro utilizzo.
Tra il 1933 e il 1934 l'ufficio del Krasniy Putilovet lavorò a un progetto di mezzo semovente, di cui fu costruito un prototipo: sul piccolo scafo era stato installato un cannone KT da 76,2 mm e uno scudo squadrato. Lo sviluppo era interessante, ma il telaio non sopportava il peso eccessivo, che inoltre metteva sotto sforzo il motore di potenza insufficiente; l'esperimento fu dunque abbandonato dopo la costruzione di cinque unità.
Un secondo progetto similare vide un T-27 dotato di un cannone senza rinculo Kurchevsky da 76 mm: superò i collaudi inerenti alla mobilità ma le scarse prestazioni balistiche ne bloccarono ulteriori sviluppi. Più successo ebbe invece la variante lanciarazzi, con un apparato applicato a ogni fiancata del carro; infine, diversi T-27 furono profondamente rimaneggiati per consentire loro di attraversare sott'acqua i fiumi. Ne fu anche elaborata una versione comando, detta T-27V, con una radio come equipaggiamento di serie.